# Чернавська сільська рада (Зав'яловський район)
Черна́вська сільська рада (рос. Чернавский сельский совет) — сільське поселення у складі Зав'яловського району Алтайського краю Росії.
Адміністративний центр — село Чернавка.

## Населення
Населення — 519 осіб (2019; 655 в 2010, 791 у 2002).

## Склад
До складу сільської ради входять:
| Населений пункт       | Населення, осіб (2002) | Населення, осіб (2010) |
| --------------------- | ---------------------- | ---------------------- |
| Александровка, селище | 292                    | 246                    |
| Чернавка, село        | 499                    | 409                    |